# El Guedid
El Guedid es un municipio (baladiyah) de la provincia o valiato de Djelfa en Argelia. En abril de 2008 tenía una población censada de 12 833 habitantes.
Se encuentra ubicado en el centro-norte del país, en la cordillera de los Atlas sahariano y al sur de la capital del país, Argel.